# Stadion Peter Mokaba
Peter Mokaba je stadion u Polokwaneu, gradu u Južnoafričkoj Republici. Izgrađen je 1976. Kapaciteta je 45.000 sjedećih mjesta. Na njemu su odigrane neke utakmice Svjetskoga nogometnoga prvenstva 2010.